# Assinie Wilson
Assinie Wilson (* 10. April 2002) ist ein jamaikanischer Sprinter und Hürdenläufer, der sich auf die 400-Meter-Distanz spezialisiert hat.

## Sportliche Laufbahn
Erste internationale Erfahrungen sammelte Assinie Wilson im Jahr 2023, als er bei den U23-NACAC-Meisterschaften in San José in 49,70 s die Silbermedaille im 400-Meter-Hürdenlauf hinter dem US-Amerikaner Caleb Cavanaugh gewann und mit der jamaikanischen 4-mal-400-Meter-Staffel in 3:02,44 min die Goldmedaille gewann. Anschließend startete er über 400 m Hürden bei den Weltmeisterschaften in Budapest und kam dort im Vorlauf nicht ins Ziel. 

## Persönliche Bestzeiten
- 400 Meter: 45,51 s, 3. Juni 2023 in Kingston
- 400 m Hürden: 48,50 s, 7. Juli 2023 in Kingston